# The Mother Hips
The Mother Hips ist eine US-amerikanische Rockband aus San Francisco, Kalifornien.

## Geschichte
Die Gründungsmitglieder Tim Bluhm, Greg Loiacono, Isaac Parsons und Mike Wofchuck lernten sich 1990 als Studenten der California State University kennen und traten erstmals gemeinsam als Band auf. 1993 veröffentlichten die Mother Hips ihr Debütalbum Back to the Grotto. Es folgten Part-Timer Goes Full (1995) und Shootout (1996).
Schlagzeuger Mike Wofchuck verließ die Band 1997, an seine Stelle trat John Hofer. In dieser Besetzung veröffentlichten die Mother Hips Later Days (1998) und Green Hills of Earth (2001).
2002 stieg Bassist Isaac Parsons aus und wurde durch Paul Hoaglin ersetzt, der knapp 10 Jahre zuvor das Debütalbum der Mother Hips produziert hatte. Kurz danach lösten sich die Mother Hips vorübergehend auf, um Ende 2004 wieder zusammenzufinden. 2005 erschien die EP Red Tandy, 2007 das Album Kiss the Crystal Flake und 2009 Pacific Dust.
Paul Hoaglin verließ die Mother Hips 2011 aus privaten Gründen. Ihm folgte Scott Thunes. An den Aufnahmen zum 2013 erschienenen Album Kiss the Crystal Flake war Hoaglin aber noch beteiligt. 2014 produzierten die Mother Hips unter dem Titel Chronicle Man eine Sammlung zuvor unveröffentlichter Stücke, die bei Studio-Sessions Mitte der 1990er Jahre entstanden waren.

## Diskografie
Alben
- 1993: Back to the Grotto
- 1995: Part-Timer Goes Full
- 1996: Shootout
- 1998: Later Days
- 2001: Green Hills of Earth
- 2007: Kiss the Crystal Flake
- 2009: Pacific Dust
- 2013: Behind Beyond
- 2014: Chronicle Man